# اسماعیل گیس
اسماعیل گیس (انگلیسی: Ismaël Gace؛ زادهٔ ۱۹ سپتامبر ۱۹۸۶) بازیکن فوتبال اهل فرانسه است.
از باشگاه‌هایی که در آن بازی کرده‌است می‌توان به باشگاه فوتبال نیس اشاره کرد.